# 訃報 2017年3月
訃報 2017年3月（ふほう 2017ねん3がつ）では、2017年3月に物故した、又は物故が報じられた人物についてまとめる。

## (1日 - 15日)

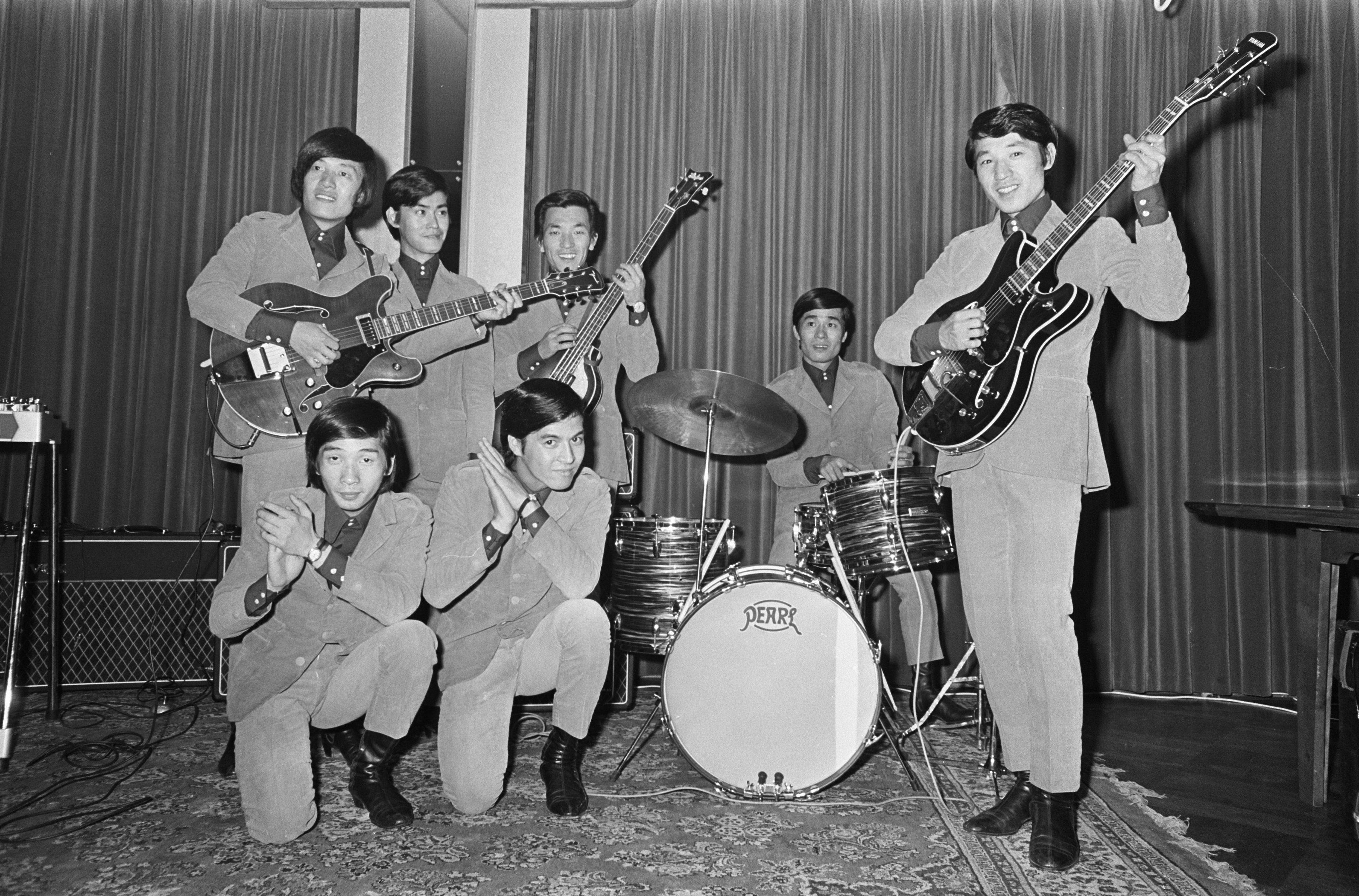
かまやつひろし（左端後列）／3月1日没

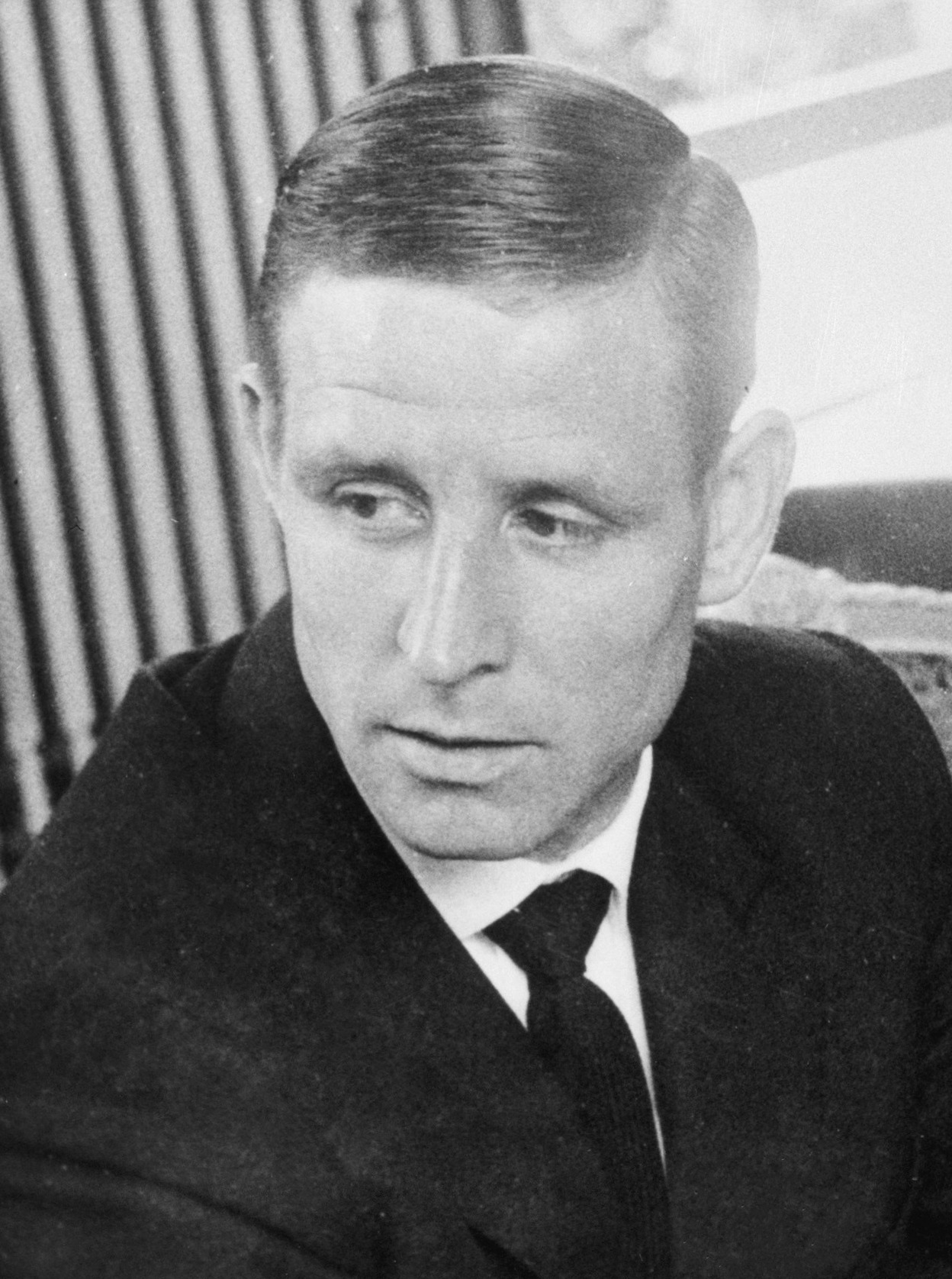
レイモン・コパ／3月3日没

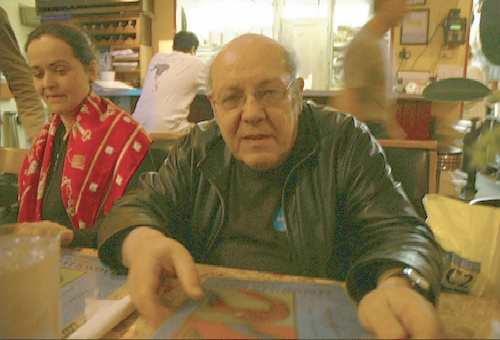
ミシャ・メンゲルベルク／3月3日没

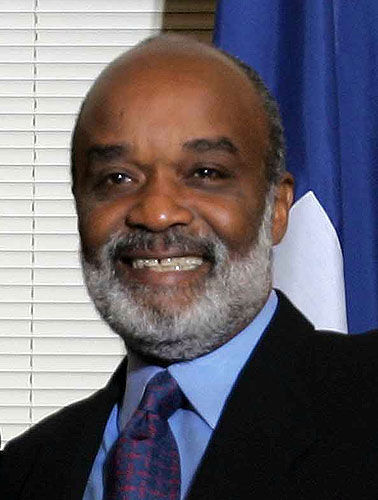
ルネ・ガルシア・プレヴァル／3月3日没

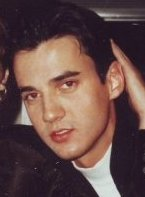
トミー・ペイジ／3月3日没

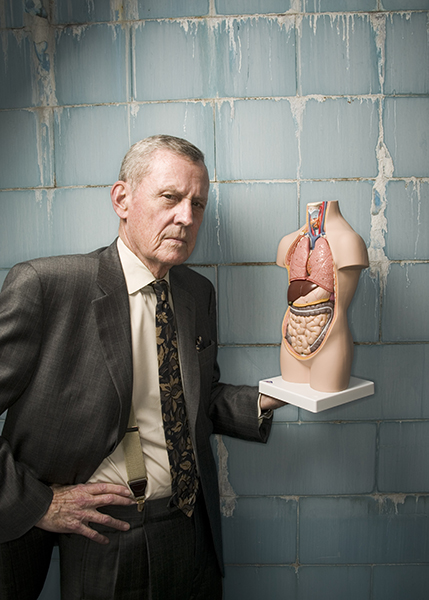
トーマス・スターツル／3月4日没

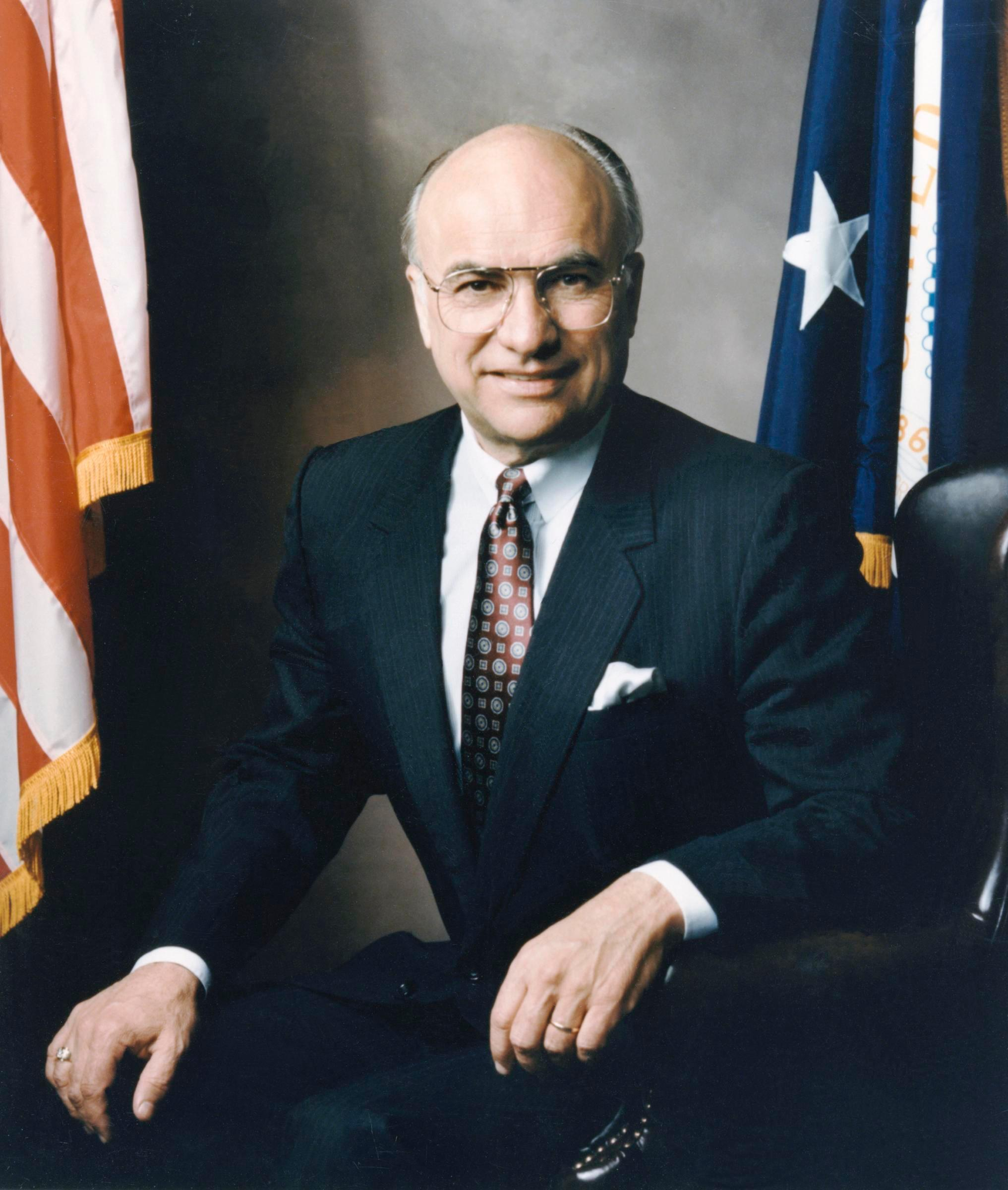
クレイトン・キース・ヤイター／3月4日没

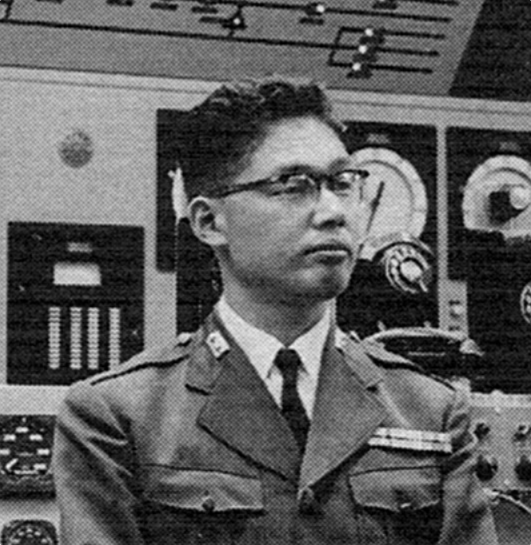
高山捷一／3月5日没

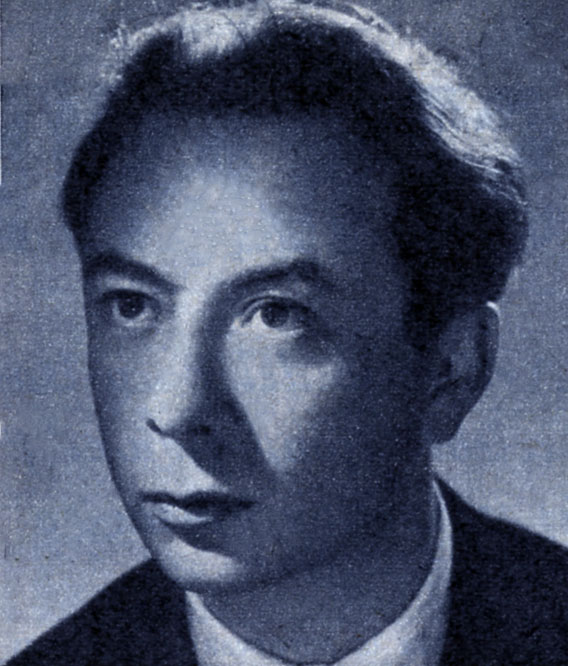
アルベルト・ゼッダ／3月6日没

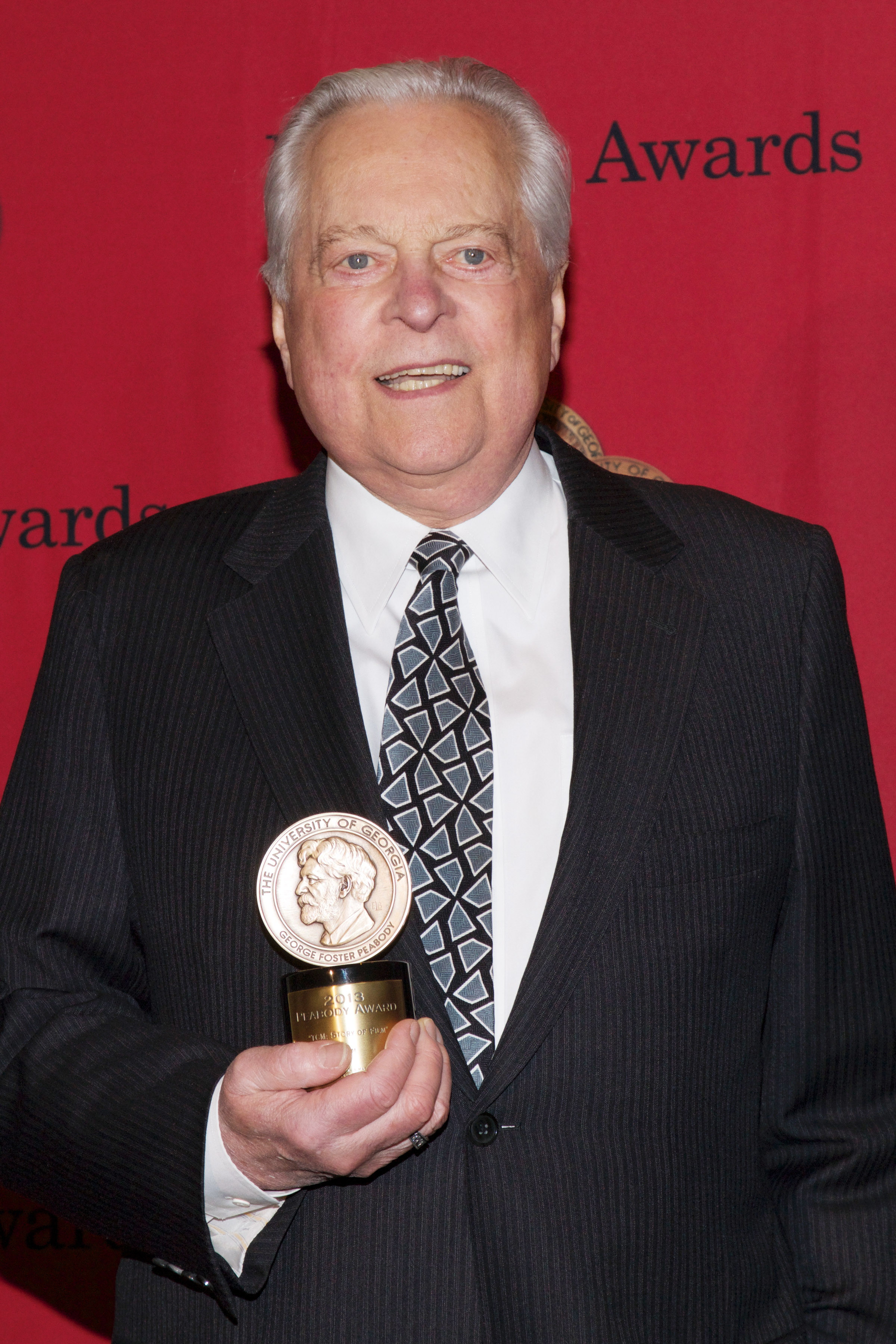
ロバート・オズボーン／3月6日没

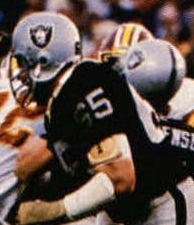
ミッキー・マービン／3月6日没

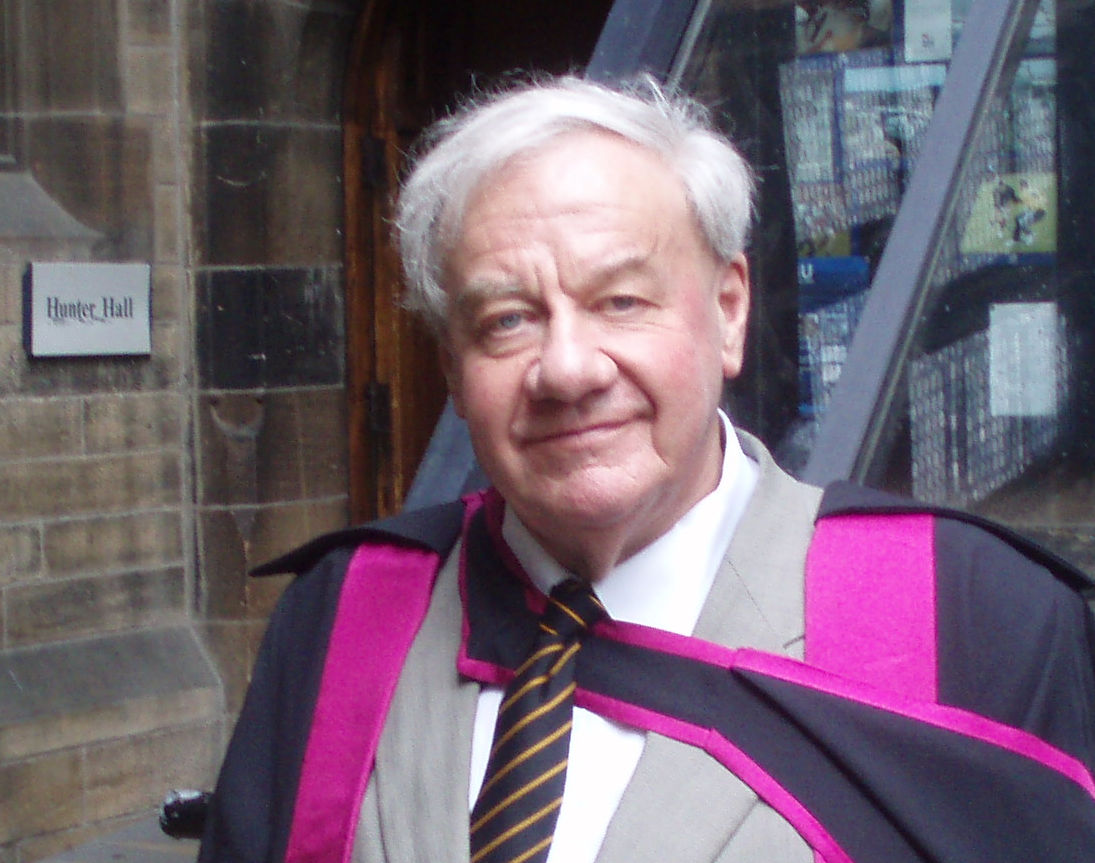
ロナルド・ドリーバー／3月7日没

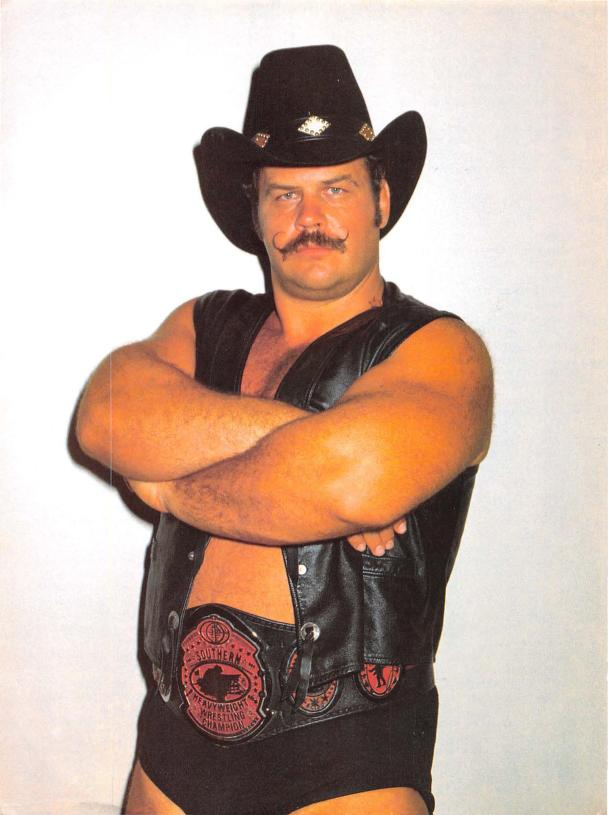
ロン・バス／3月7日没

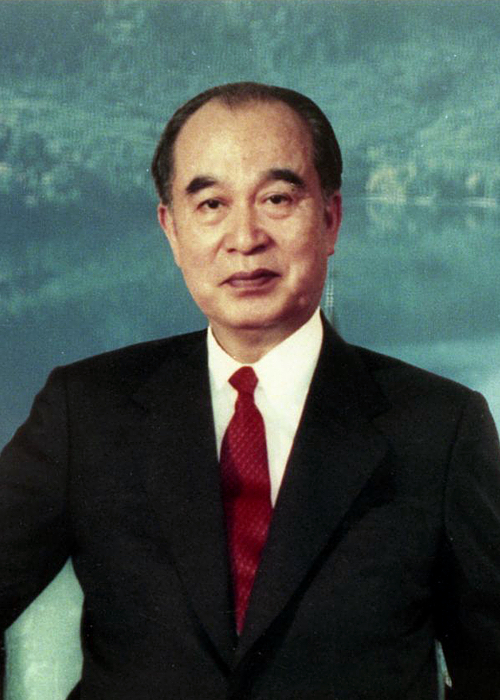
李元簇／3月8日没

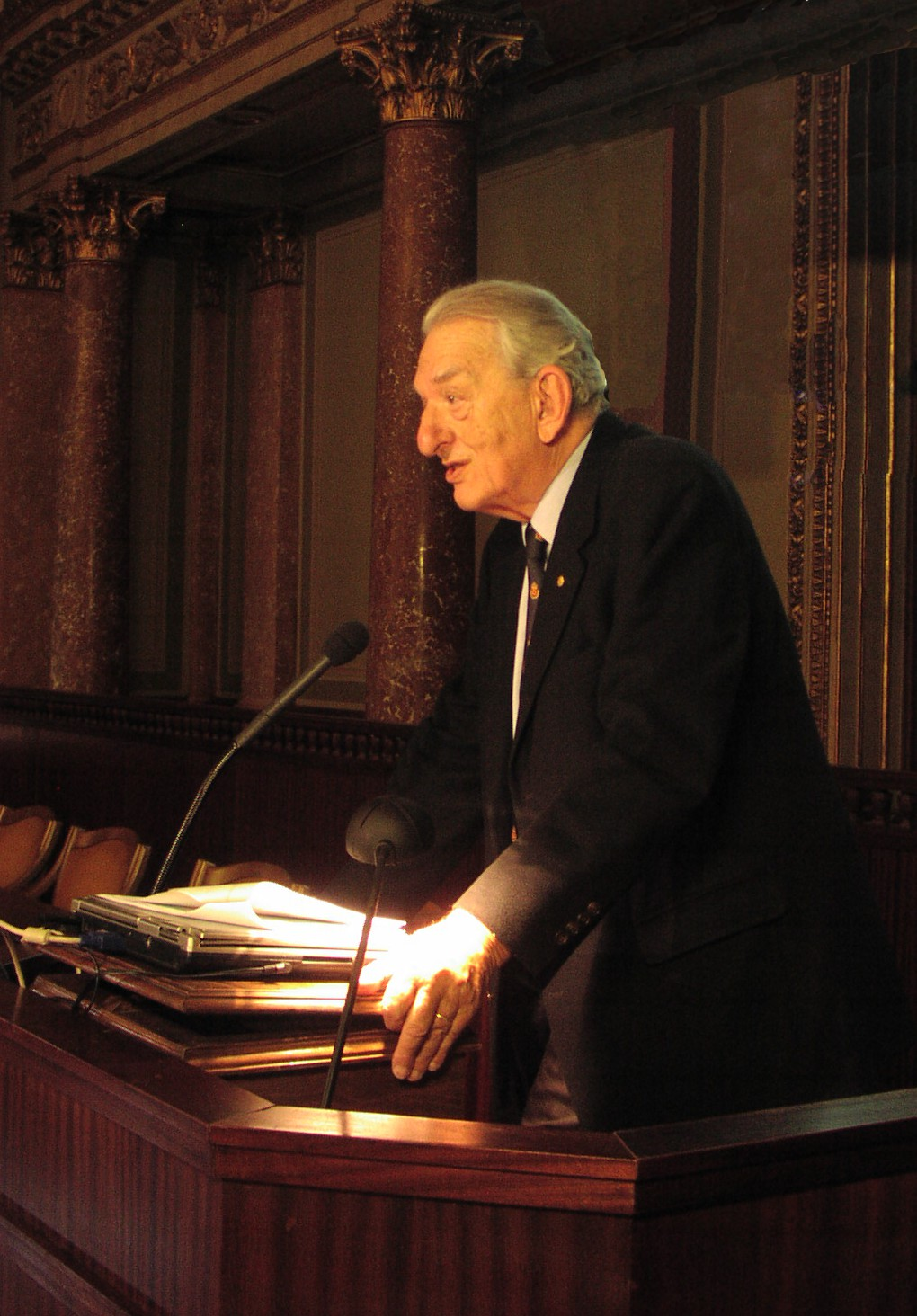
ジョージ・オラー／3月8日没

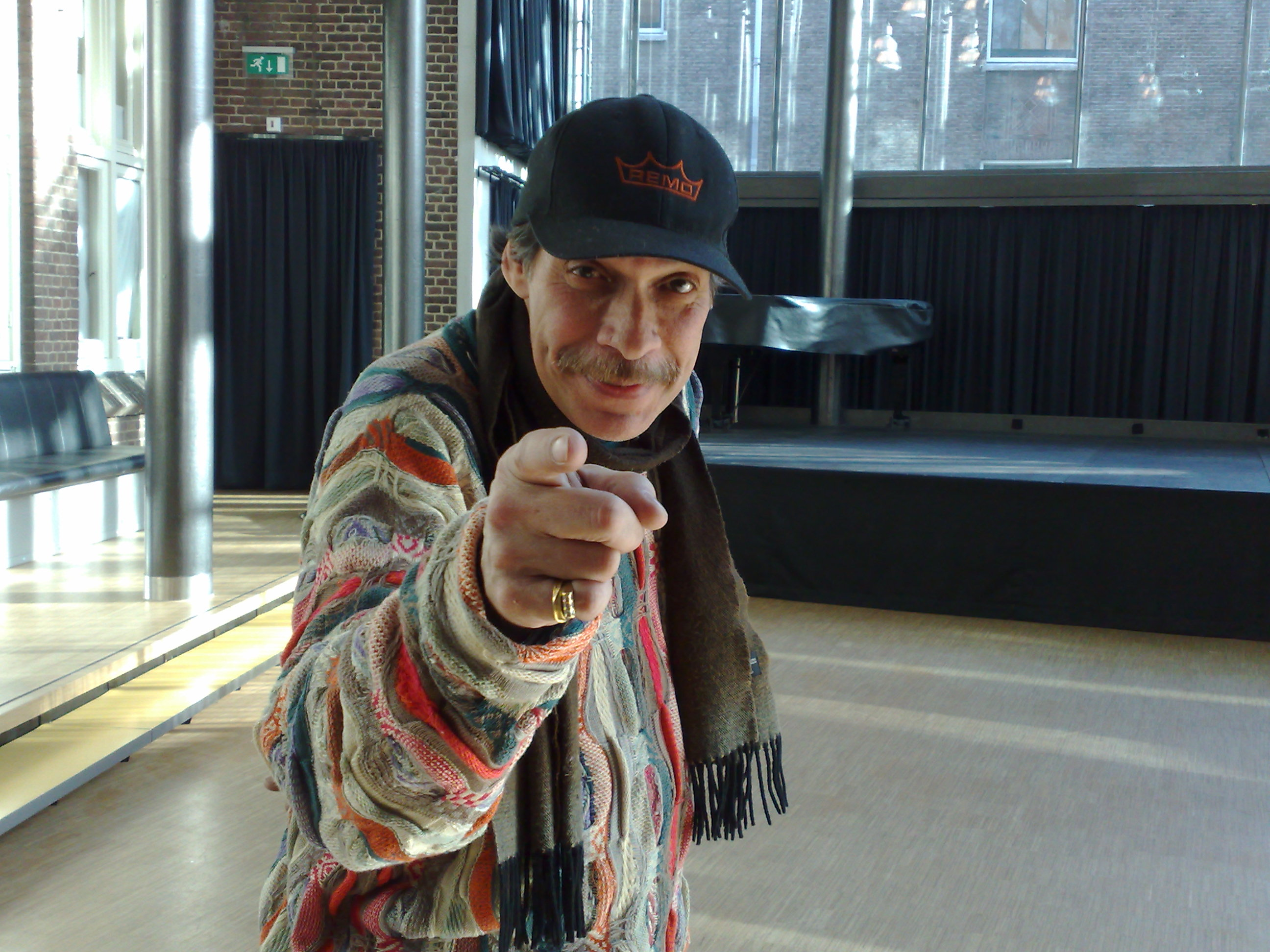
デイヴ・ヴァレンティン／3月8日没

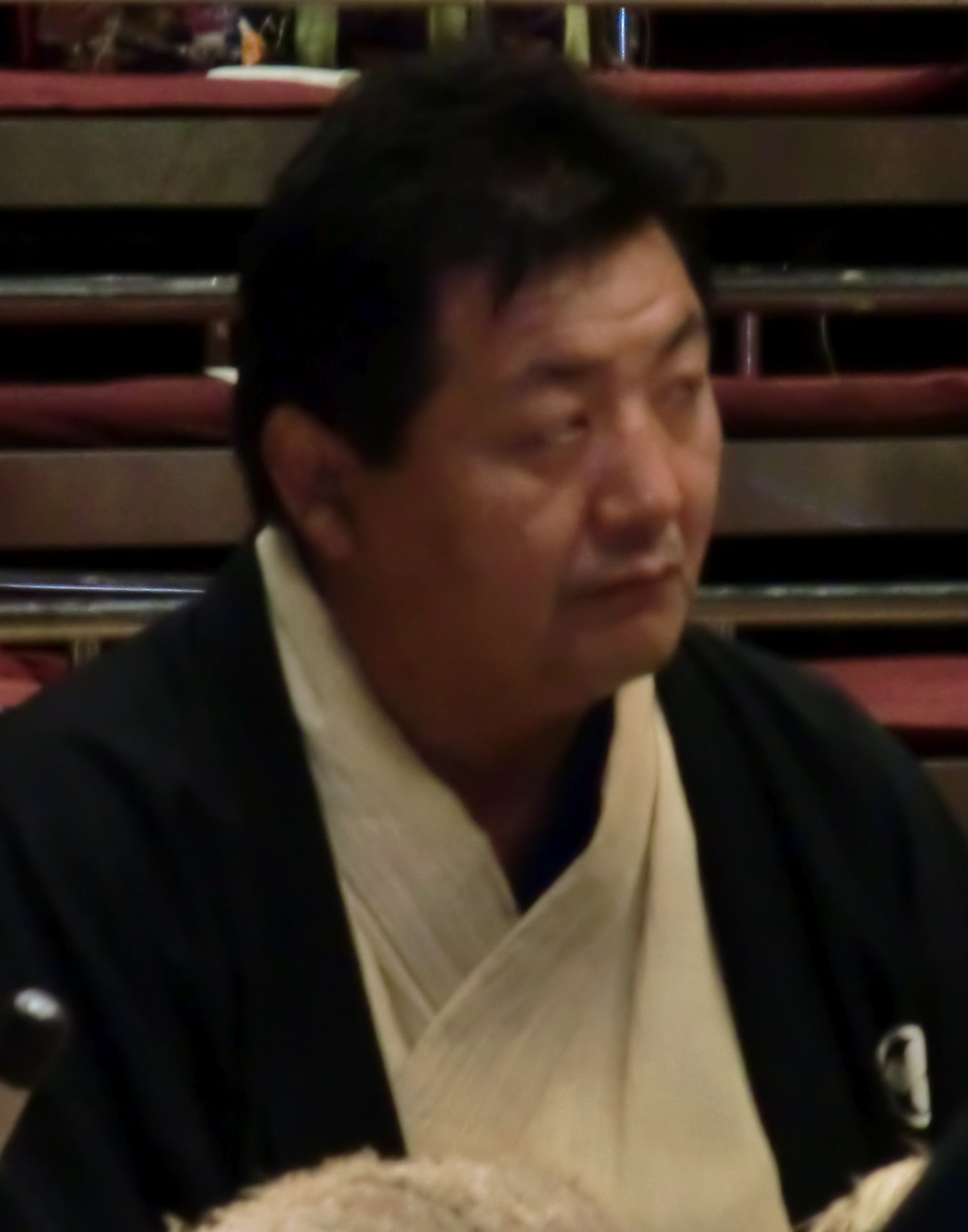
春日富士晃大／3月9日没

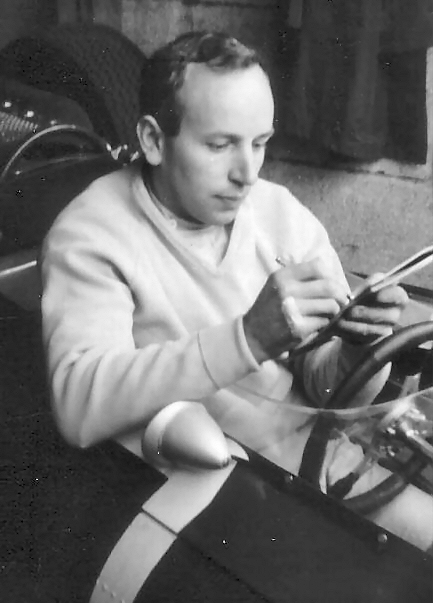
ジョン・サーティース／3月10日没

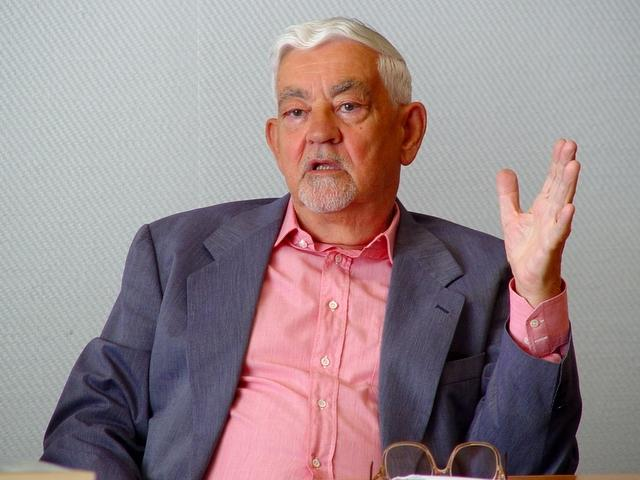
ホルスト・エームケ／3月12日没

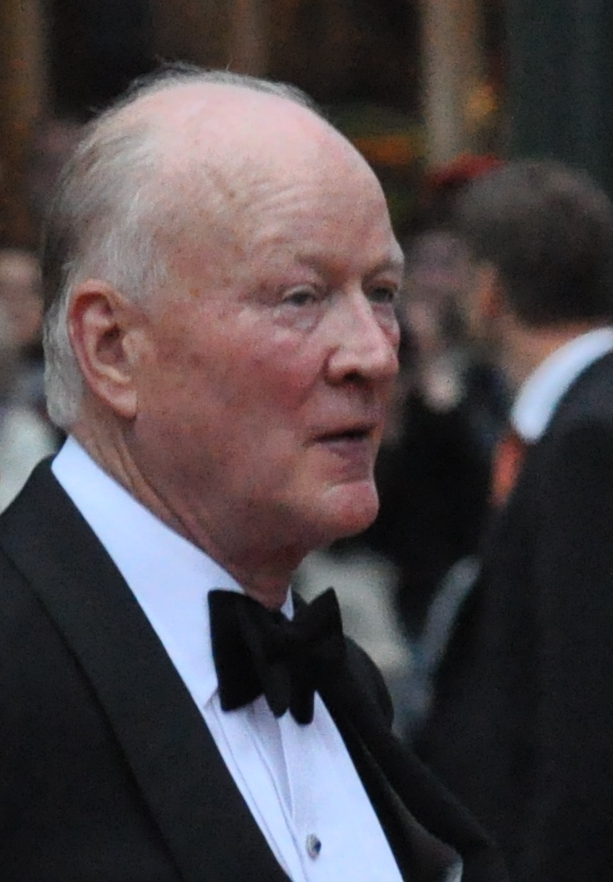
リヒャルト・ツー・ザイン＝ヴィトゲンシュタイン＝ベルレブルク／3月13日没

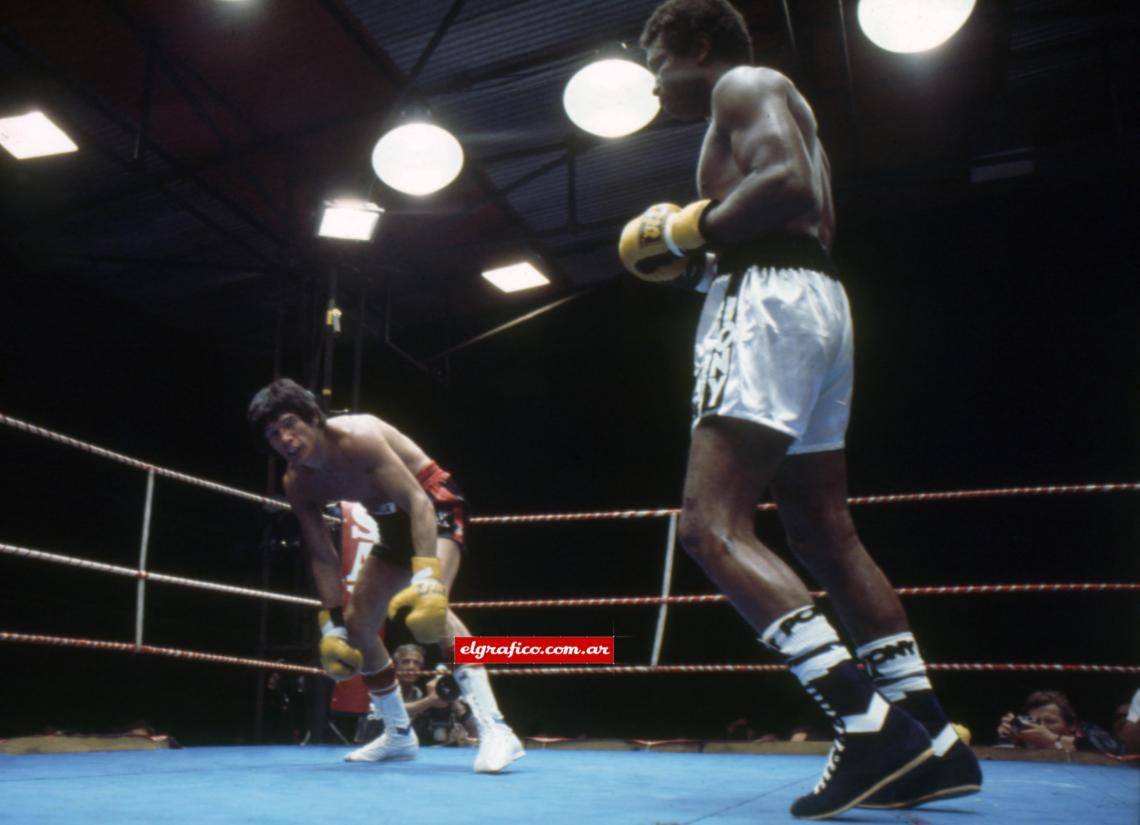
ロドリゴ・バルデス（右）／3月15日没

- 3月1日 - 北村文雄、日本の造園学者・造園教育者（* 1923年）[1]
- 3月1日 - ポーラ・フォックス、アメリカ合衆国の児童文学作家（* 1923年）[2]
- 3月1日 - 木村明生、日本のソ連・ロシア研究者、青山学院大学名誉教授（* 1925年）[3]
- 3月1日 - 二宮フサ、日本のフランス文学者、東京女子大学名誉教授（* 1926年）[4]
- 3月1日 - 小花恒雄、日本の実業家、元帝国繊維社長（* 1931年）[5]
- 3月1日 - かまやつひろし、日本のシンガーソングライター、音楽プロデューサー、俳優、ザ・スパイダースのメンバー（* 1939年）[6]
- 3月1日 - 桑原楽之、日本の元サッカー選手（* 1942年）[7]
- 3月1日 - 寺沢則忠、日本の実業家、元日本政策投資銀行副総裁、元藤和不動産（現・三菱地所レジデンス）会長（* 1943年）[8]
- 3月1日 - 伊藤文大、日本の実業家、クラレ会長（* 1947年）[9]
- 3月2日 - 岩間伸之、日本の社会福祉学者、大阪市立大学生活科学部人間福祉学科教授（* 1965年）[10]
- 3月3日 - 清水房雄、日本の歌人（* 1915年）[11]
- 3月3日 - 南里久雄、日本の政治家、元福岡県志免町長（* 1921年）[12]
- 3月3日 - 堀江泰子、日本の料理研究家（* 1923年）[13]
- 3月3日 - 日比孝吉、日本の実業家、スジャータめいらく創業者（* 1928年）[14]
- 3月3日 - レイモン・コパ、フランス出身の元サッカー選手（* 1931年）[15]
- 3月3日 - ミシャ・メンゲルベルク、オランダのジャズ・ピアニスト、作曲家（* 1935年）[16]
- 3月3日 - ルネ・ガルシア・プレヴァル、ハイチの政治家、元大統領（* 1943年）[17]
- 3月3日 - 升島努、日本の化学者、広島大学名誉教授（* 1949年）[18]
- 3月3日 - 飯沼喜章、日本の実業家、三井不動産副社長（* 1952年）[19]
- 3月3日 - トミー・ペイジ、アメリカ合衆国のシンガーソングライター（* 1970年）[20]
- 3月4日 - トーマス・スターツル、アメリカ合衆国の外科医（* 1926年）[21]
- 3月4日 - クレイトン・キース・ヤイター、アメリカ合衆国の政治家、第23代農務長官、第9代通商代表（* 1930年）[22]
- 3月4日 - 長友啓典、日本のグラフィックデザイナー（* 1939年）[23]
- 3月4日 - 山口重明、日本の政治家、元千葉県白浜町長（* 1945年）[24]
- 3月4日 - 津雲むつみ、日本の漫画家（* 1952年）[25]
- 3月4日 - 井之上隆志、日本の俳優（* 1960年）[26]
- 3月5日 - 高山捷一、大日本帝国海軍航空技術士官、元航空自衛隊空将（* 1914年）[27]
- 3月5日 - 大河原太一郎、日本の政治家、元農水官僚、元自由民主党参議院議員、第21代農林水産大臣、元農林水産事務次官（* 1922年）[28]
- 3月5日 - クルト・モル、ドイツの声楽家、オペラ歌手（* 1938年）[29]
- 3月5日 - グラディス・ハンセン 、アメリカの図書館員、アーキビスト、サンフランシスコ地震研究者（* 1925年）[30]。
- 3月6日 - 西見一郎、日本の実業家、鷺宮製作所名誉会長（* 1925年）[31]
- 3月6日 - アルベルト・ゼッダ、イタリアの指揮者（* 1928年）[32]
- 3月6日 - 小島晋治、日本の歴史学者、東京大学名誉教授（* 1928年）[33]
- 3月6日 - 片山正樹、日本のフランス文学者、関西学院大学名誉教授（* 1929年）[34]
- 3月6日 - 塚原亮應、日本の宗教家、僧侶、四天王寺第109世管長（* 1932年）[35]
- 3月6日 - ロバート・オズボーン、アメリカ合衆国の俳優、映画史家、テレビ司会者（* 1932年）[36]
- 3月6日 - 渋谷慎一郎、日本の実業家、元相模鉄道副社長（* 1939年）[37]
- 3月6日 - ミッキー・マービン、アメリカ合衆国の元アメリカンフットボール選手（* 1955年）[38]
- 3月6日 - 佐々木勝則、日本の実業家、お多福醸造社長（* 1960年?）[39]
- 3月7日 - ハンス・デーメルト、ドイツ出身のアメリカ人物理学者、ノーベル物理学賞受賞者（* 1922年）[40]
- 3月7日 - 野村昭、日本の心理学者、関西大学名誉教授（* 1927年）[41]
- 3月7日 - 塩谷順耳、日本の歴史学者（* 1930年）[42]
- 3月7日 - 村岡俊三、日本の経済学者、東北大学名誉教授（* 1931年）[43]
- 3月7日 - ロナルド・ドリーバー、イギリス出身の物理学者（* 1931年）[44]
- 3月7日 - 新井彬之、日本の政治家、元公明党衆議院議員（* 1934年）[45]
- 3月7日 - ロン・バス、アメリカ合衆国の元プロレスラー（* 1948年）[46]
- 3月7日 - 宮部行範、日本の元スピードスケート選手（* 1968年）[47]
- 3月8日 - 李元簇、中華民国の政治家、元副総統（* 1923年）[48]
- 3月8日 - 森田浩一郎、日本の医学博士、医事評論家（* 1925年）[49]
- 3月8日 - ジョージ・オラー、アメリカの有機化学者、ノーベル化学賞受賞者（* 1927年）[50]
- 3月8日 - デイヴ・ヴァレンティン、アメリカのジャズフルート奏者（* 1952年）[51]
- 3月9日 - ハワード・ホジキン（英語版）、イギリスの画家、版画家（* 1932年）[52]
- 3月9日 - 小林芳郎、日本の心理学者、大阪教育大学名誉教授（* 1934年）[53]
- 3月9日 - 秦正、日本の政治家、元長野県天龍村村長（* 1937年）[54]
- 3月9日 - 尾上寿鴻、日本の歌舞伎俳優（* 1939年）[55]
- 3月9日 - アンソニー・デラール（英語版）、フランスのオートバイレーサー（* 1962年）[56]
- 3月9日 - 春日富士晃大、日本の元大相撲力士（* 1966年）[57]
- 3月10日 - ジョン・サーティース、イギリスのレーサー、ロードレース世界選手権チャンピオン、F1世界選手権ドライバーズチャンピオン（* 1934年）[58]
- 3月10日 - ロバート・ジェームズ・ウォラー、アメリカ合衆国の作家、カメラマン、音楽家（* 1939年）[59]
- 3月10日 - 小寺一矢、日本の弁護士、大阪弁護士会元会長（* 1941年）[60]
- 3月10日 - アニバル・ルイス、ウルグアイ出身のサッカー指導者（* 1942年）[61]
- 3月10日 - 佐島直子、日本の政治学者、専修大学教授（* 1955年）[62]
- 3月11日 - 野田日吉、日本の実業家、元日本食品化工社長（* 1925年）[63]
- 3月12日 - ホルスト・エームケ、ドイツの政治家、元連邦首相府長官（* 1927年）[64]
- 3月12日 - パトリック・ネーブ（英語版）、ベルギーのレーサー（* 1949年）[65]
- 3月12日 - 狩野久宣、日本の実業家、JFEエンジニアリング社長（* 1950年）[66]
- 3月13日 - 村岡博人、日本のジャーナリスト、共同通信記者、元サッカー選手（* 1931年）[67]
- 3月13日 - 島田昌彦、日本の国語学者（日本語文法学）、金沢大学名誉教授（* 1932年）[68]
- 3月13日 - リヒャルト・ツー・ザイン＝ヴィトゲンシュタイン＝ベルレブルク、ドイツの貴族、実業家（* 1934年）[69]
- 3月13日 - トミー・リピューマ、アメリカ合衆国の音楽プロデューサー、ヴァーヴ・レコード会長（* 1936年）[70]
- 3月13日 - リチャード・ソロモン（英語版）、アメリカ合衆国の外交官、元国務次官補（* 1937年）[71]
- 3月13日 - デニス・スタンプ（英語版）、アメリカ合衆国出身の元プロレスラー（* 1946年）[72]
- 3月13日 - 横山眞太郎、日本の環境学者、北海道大学名誉教授（* 1948年）[73]
- 3月13日 - エイミー・クラウス・ローゼンタール（英語版）、アメリカ合衆国の絵本作家（* 1965年）[74]
- 3月13日 - 橋本守容、日本のダーツプレイヤー（* 1977年）[75]
- 3月14日 - 千代賢治、日本の実業家、元住友生命保険社長（* 1917年?）[76]
- 3月14日 - ジャック・H・ハリス（英語版）、アメリカ合衆国の映画プロデューサー（* 1918年）[77]
- 3月14日 - 古波津清昇、日本の実業家、拓南製鉄創業者（* 1923年）[78]
- 3月14日 - 鎌倉秀雄、日本の日本画家（* 1930年）[79]
- 3月14日 - 川島秀雄、日本の実業家、川島紡績元社長（* 1931年）[80]
- 3月14日 - 渡瀬恒彦、日本の俳優（* 1944年）[81]
- 3月14日 - 芳井順一、日本の実業家、元ツムラ社長（* 1948年?）[82]
- 3月15日 - 龍隆行、日本のプロボウラー、元プロ野球選手【東京オリオンズ所属】（* 1941年）[83]
- 3月15日 - ロドリゴ・バルデス、コロンビアのプロボクサー（* 1946年）[84]
- 3月15日 - ソック・アン（英語版）、カンボジアの政治家、副首相・閣僚評議会担当大臣（* 1950年）[85]
- 3月15日 - クリス・ウィリアムズ（英語版）、アメリカ合衆国のプロバスケットボール選手（* 1980年）[86]

## (16日 - 31日)

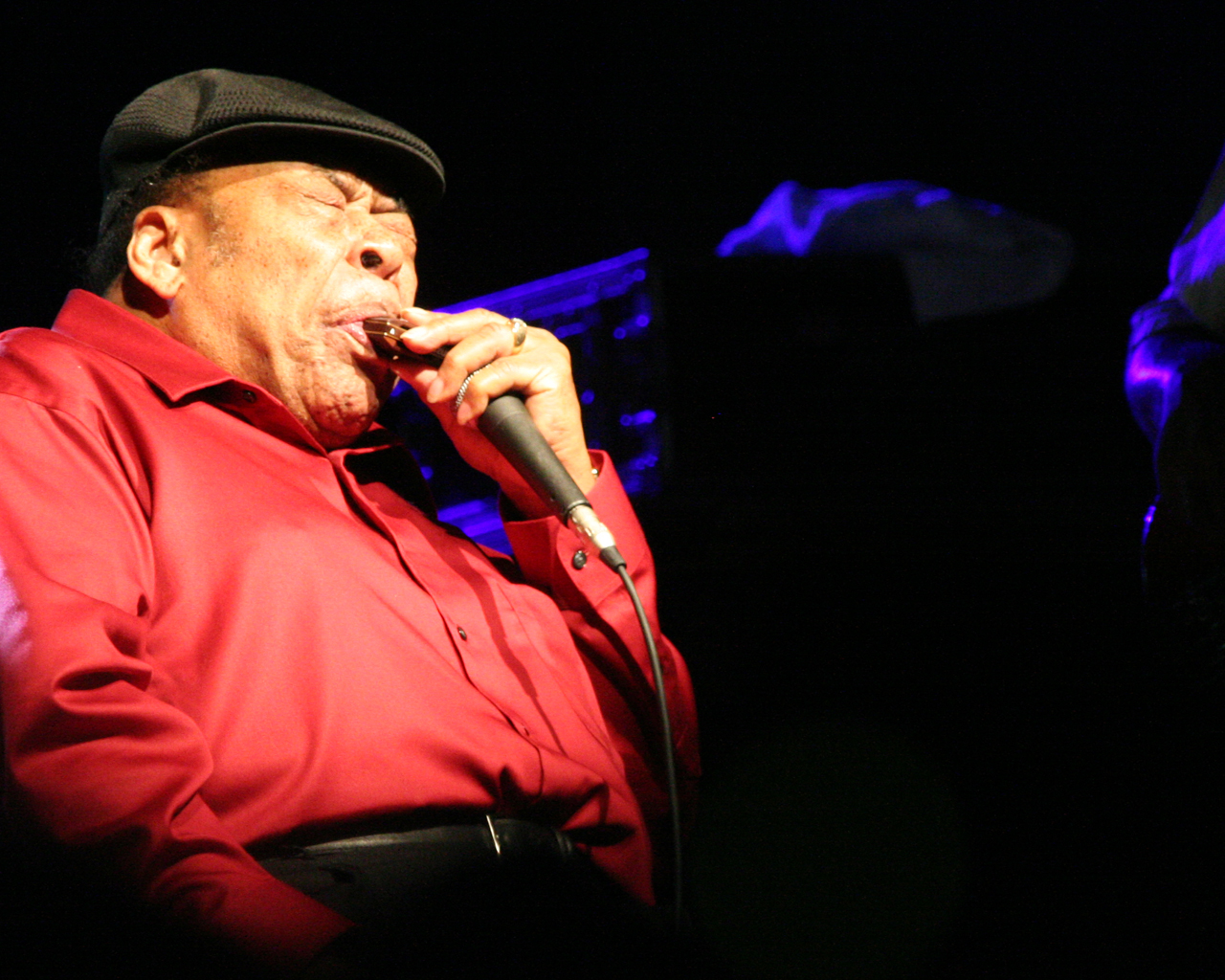
ジェイムズ・コットン／3月16日没

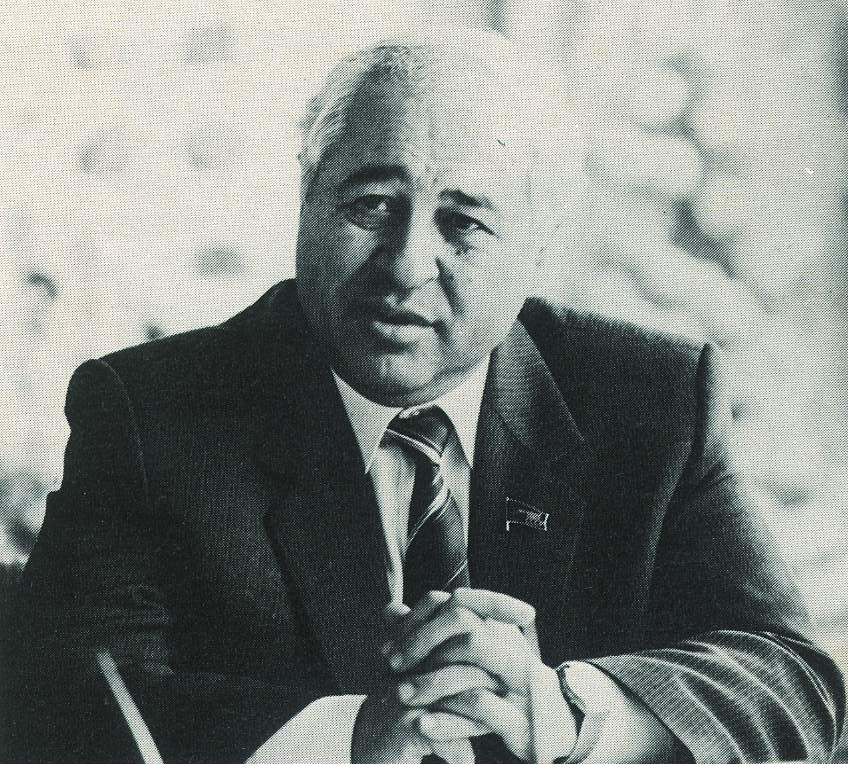
イナムジョン・ウスマンホジャエフ／3月17日没

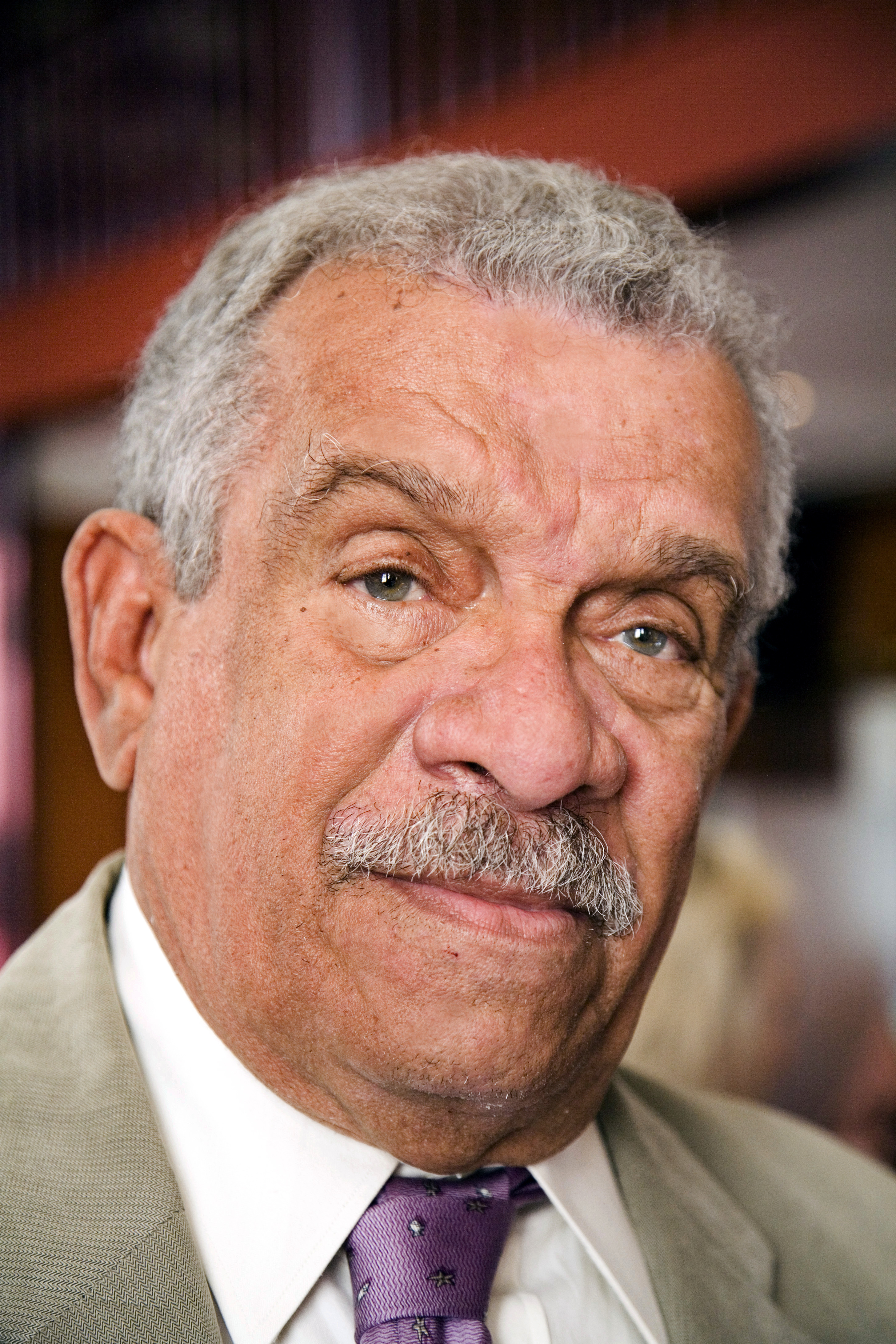
デレック・ウォルコット／3月17日没

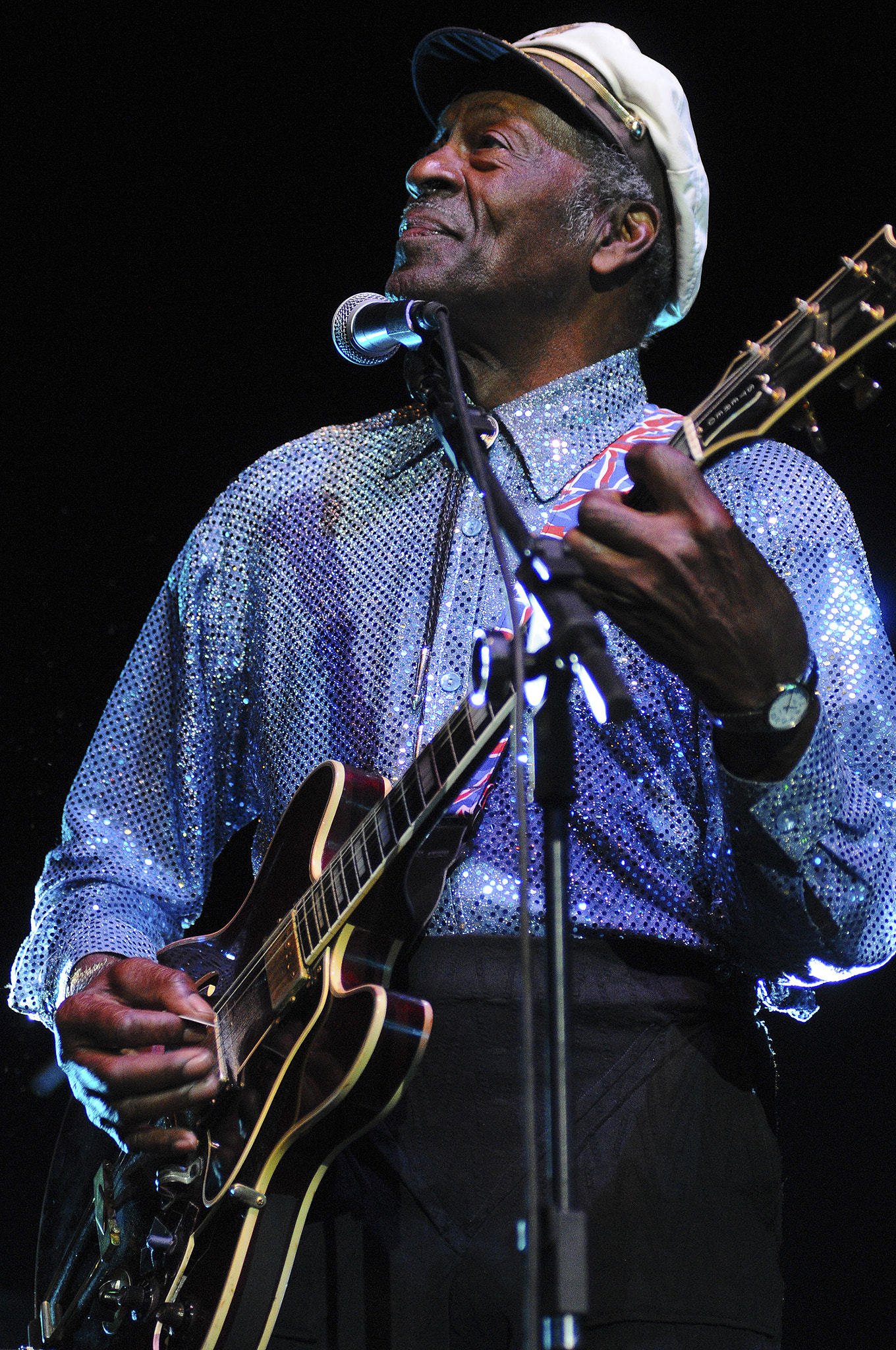
チャック・ベリー／3月18日没

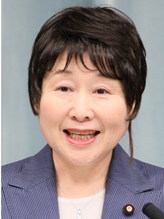
岡崎トミ子／3月19日没

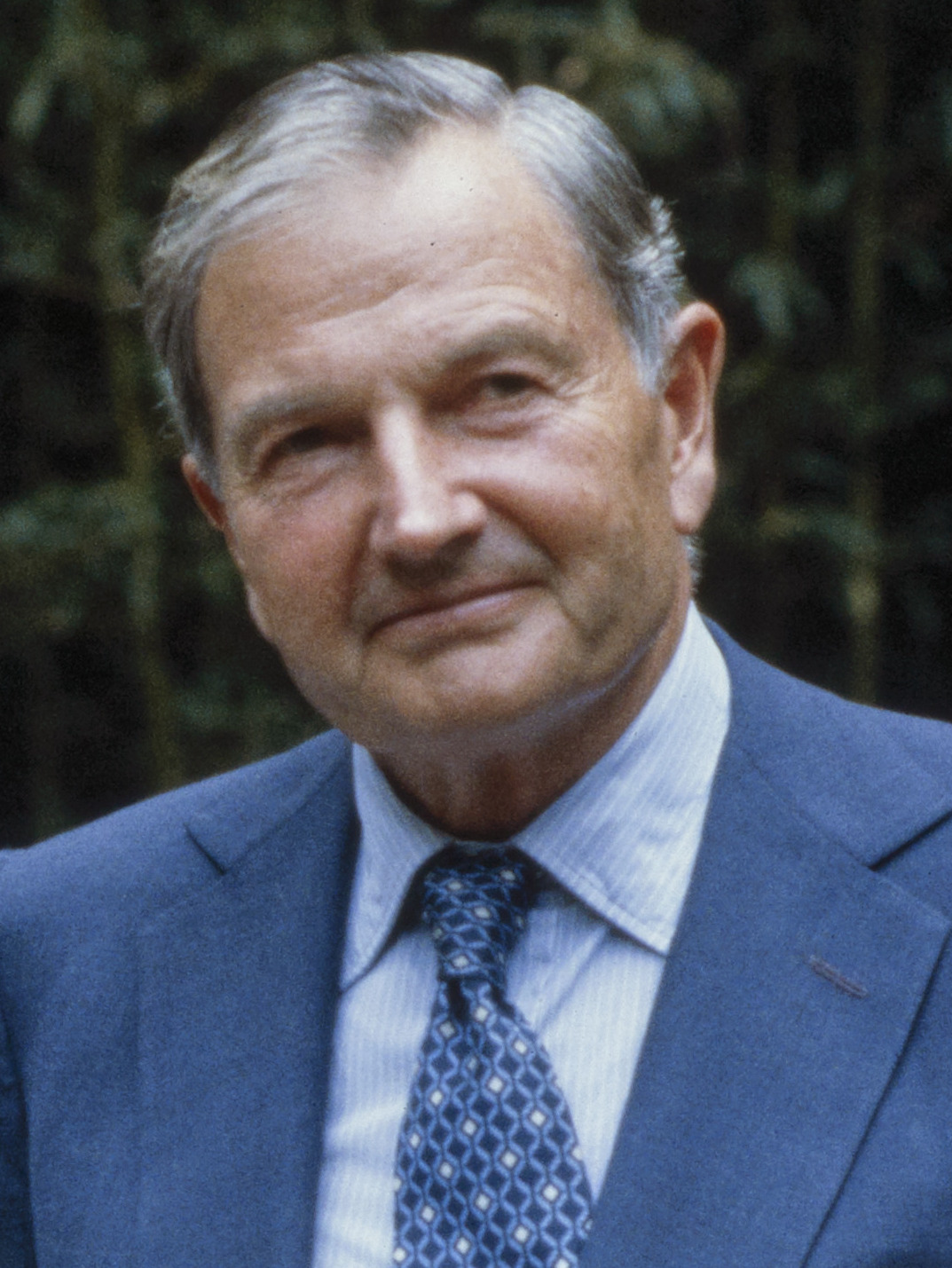
デイヴィッド・ロックフェラー／3月20日没

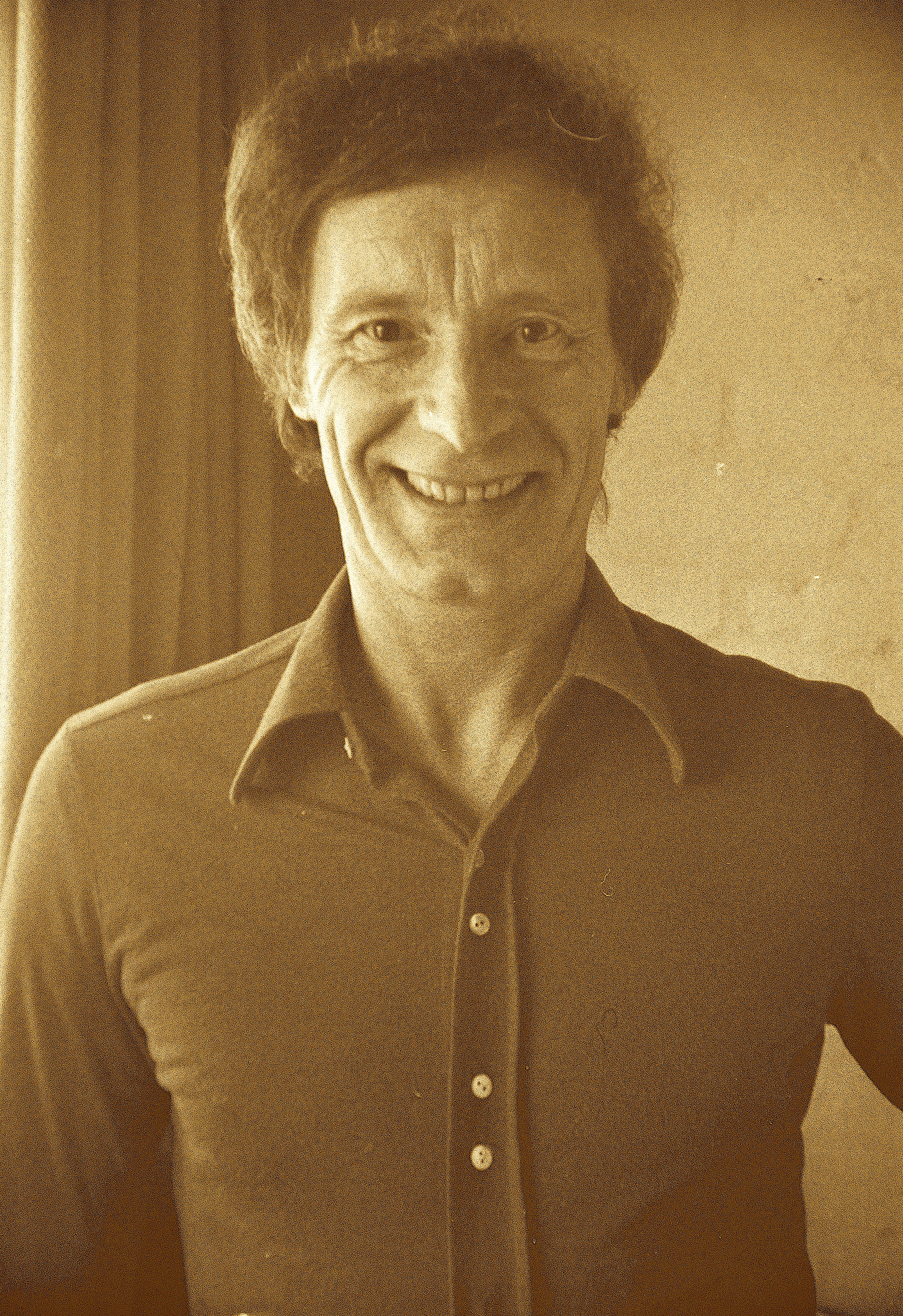
ルイ・フレモー／3月20日没

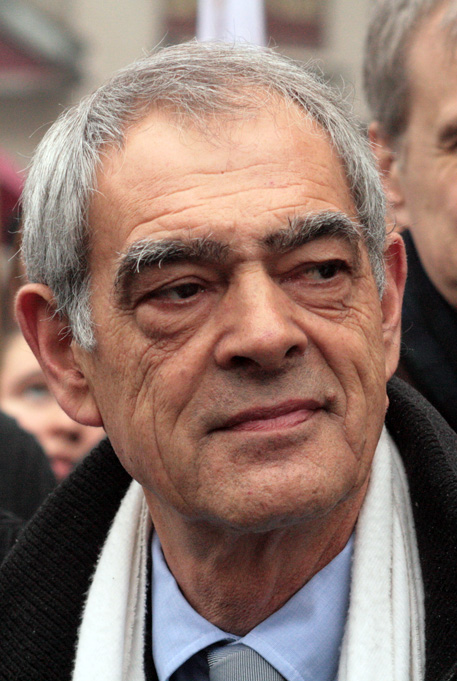
アンリ・エマニュエリ／3月21日没

鄭問（右）／3月26日没

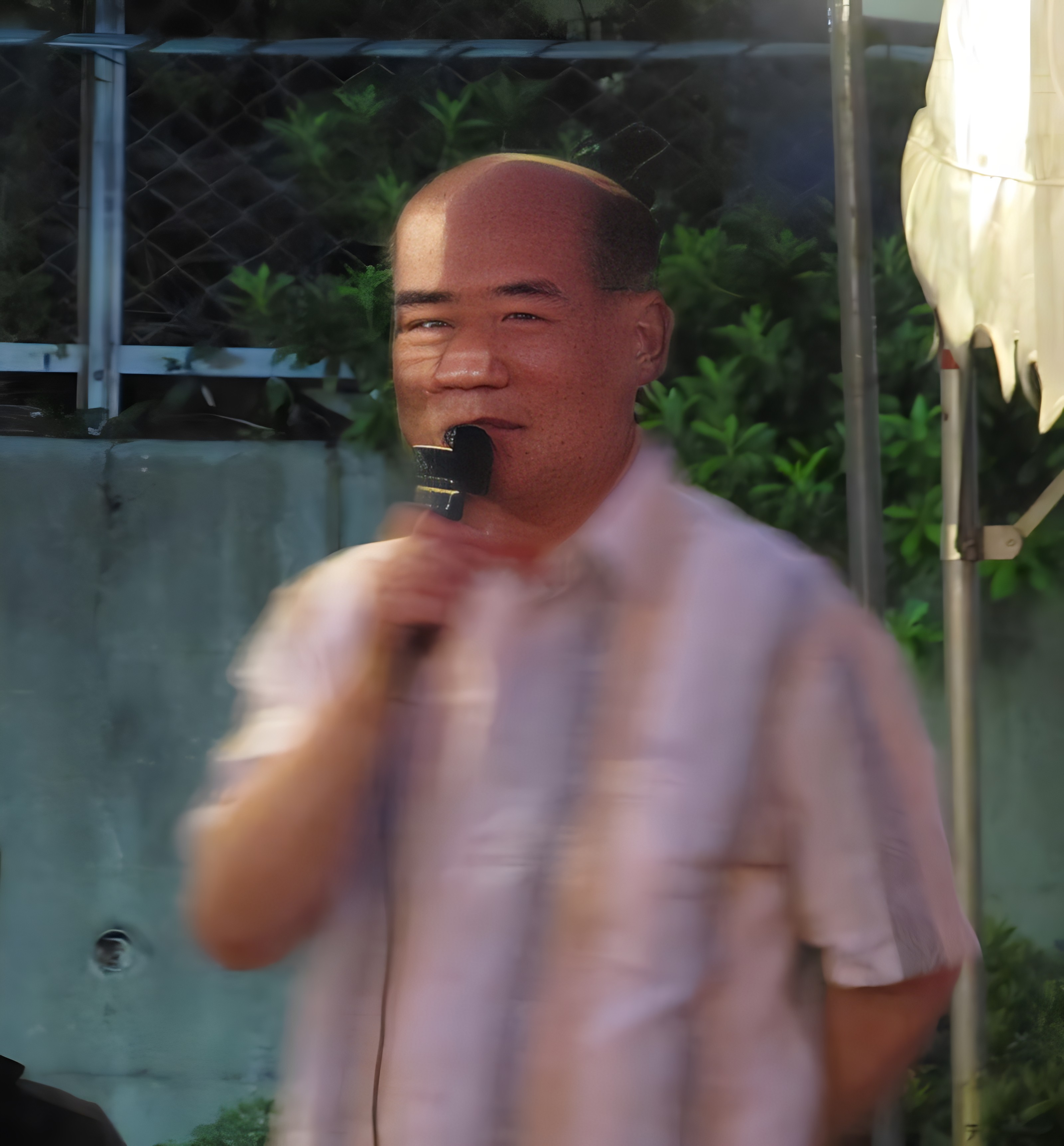
野口忠直／3月27日没

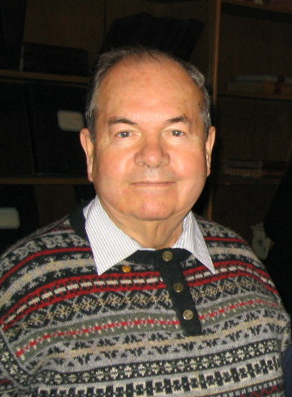
アレクセイ・アブリコソフ／3月29日没

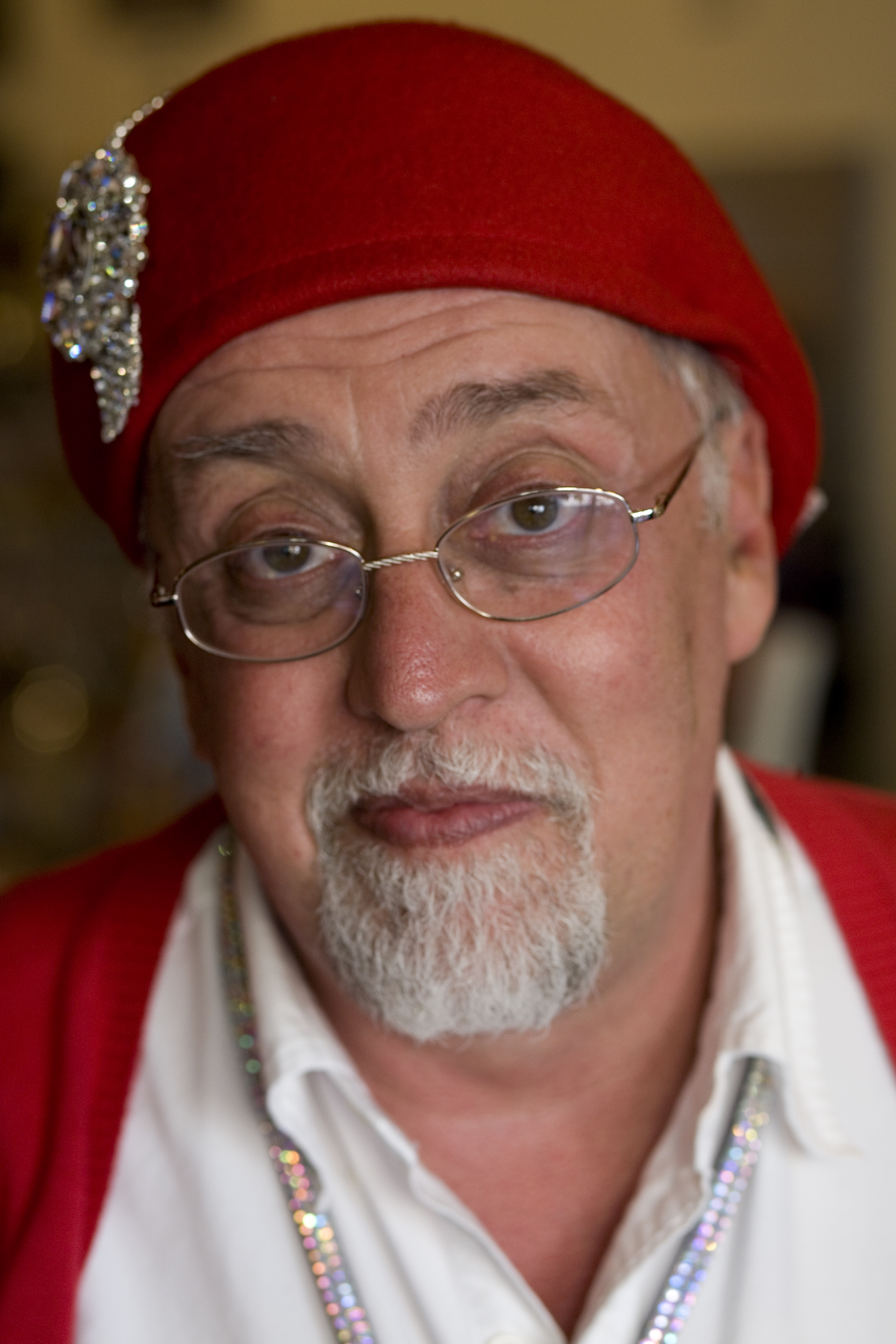
ギルバート・ベイカー／3月30日没

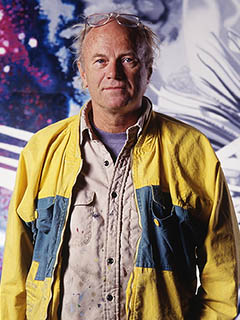
ジェームス・ローゼンクイスト／3月31日没

- 3月16日 - 近藤克郎、日本の政治家、元埼玉県上福岡市長（* 1929年）[87]
- 3月16日 - ジェイムズ・コットン、アメリカ合衆国のブルース・ハーモニカ奏者、歌手（* 1935年）[88]
- 3月17日 - 平光淳之助、日本のアナウンサー（* 1923年）[89]
- 3月17日 - 石津薫、日本の鉄道実業家、遠州鉄道元社長・会長（* 1925年）[90]
- 3月17日 - 荻野和己、日本の化学者、大阪大学名誉教授（* 1928年?）[91]
- 3月17日 - イナムジョン・ウスマンホジャエフ、ウズベキスタンの政治家、元ウズベキスタン共産党第一書記（* 1930年）[92]
- 3月17日 - デレック・ウォルコット、セントルシア出身の詩人、劇作家、ノーベル文学賞受賞者（* 1930年）[93]
- 3月17日 - 浅古登、日本の政治家、元埼玉県議会議長（* 1932年?）[94]
- 3月17日 - 白石徹、日本の政治家、自由民主党衆議院議員、元愛媛県議会議員（* 1956年）[95]
- 3月17日 - 危口統之、日本の演出家（* 1975年）[96]
- 3月18日 - チャック・ベリー、アメリカ合衆国のミュージシャン（* 1926年）[97]
- 3月18日 - 宮本貞子、日本の声楽家（* 1929年?）[98]
- 3月18日 - 小松重男、日本の小説家（* 1931年）[99]
- 3月18日 - トリシャ・ブラウン、アメリカ合衆国の振付師、ダンサー（* 1936年）[100]
- 3月19日 - 中村敏明、日本の政治家、元兵庫県議会議長（* 1920年?）[101]
- 3月19日 - 岡崎トミ子、日本のアナウンサー、政治家、元衆議院議員・参議院議員【日本社会党・社会民主党・民主党所属】、第83代国家公安委員会委員長（* 1944年）[102]
- 3月19日 - ライアン・マクブライド（英語版）、アイルランドのプロサッカー選手（* 1989年）[103]
- 3月20日 - デイヴィッド・ロックフェラー、アメリカ合衆国の銀行家、実業家（* 1915年）[104]
- 3月20日 - 肥田舜太郎、日本の医師（* 1917年）[105]
- 3月20日 - 友田泰行、日本の工学者、関西大学名誉教授（* 1925年?）[106]
- 3月20日 - 内藤明人、日本の実業家、リンナイ会長（* 1926年）[107]
- 3月20日 - 谷口一郎、日本の工学者、同志社大学名誉教授（* 1926年?）[108]
- 3月20日 - ルイ・フレモー、指揮者（* 1921年)
- 3月21日 - コリン・デクスター、イギリスの推理作家（* 1930年）[109]
- 3月21日 - ジェリー・クラウス（英語版）、アメリカ合衆国のバスケットボールスカウト、シカゴ・ブルズ元ゼネラルマネジャー（* 1939年）[110]
- 3月21日 - アンリ・エマニュエリ、フランスの政治家、元社会党第一書記、第8代国民議会議長（* 1945年）[111]
- 3月21日 - 田中雅博、日本の医師、僧侶（* 1946年）[112]
- 3月21日 - マーティン・マクギネス（英語版）、イギリスの政治家、元北アイルランド副首相、元アイルランド共和軍司令官（* 1950年）[113]
- 3月22日 - 荒木見悟、日本の中国哲学者、九州大学名誉教授（* 1917年）[114]
- 3月22日 - ダラス・グリーン（英語版）、アメリカ合衆国のプロ野球選手、プロ野球指導者（* 1934年）[115]
- 3月22日 - シブ・ハシアン（英語版）、アメリカ合衆国のドラマー（* 1949年）[116]
- 3月22日 - 佐藤大輔、日本の小説家、ゲームデザイナー、漫画原作者（* 1964年）[117]
- 3月23日 - ニーナ・オクセンチアン、ソビエト連邦のオルガン奏者（* 1916年）[118]
- 3月23日 - ローラ・オルブライト（英語版）、アメリカ合衆国の女優、歌手（* 1924年）[119]
- 3月23日 - 中野淳、日本の洋画家、新作家美術協会代表、武蔵野美術大学名誉教授（* 1925年）[120]
- 3月23日 - 浅井修一郎、日本の政治家、和歌山県議会議長（* 1949年）[121]
- 3月23日 - デニス・ボロネンコフ（英語版）、ロシアの政治家、元国家院議員（* 1971年）[122]
- 3月24日 - 加藤鐵三、日本の薬学者、東北大学名誉教授（* 1919年）[123]
- 3月24日 - 坂本慶一、日本の経済学者、京都大学名誉教授（* 1925年）[124]
- 3月24日 - ウィリアム・ケリー・シンプソン、アメリカ合衆国のエジプト学者（* 1928年）[125]
- 3月24日 - 木下眞喜雄、日本の化学者、上智大学名誉教授（* 1929年?）[126]
- 3月24日 - 大森藤和、日本の政治家、元茨城県桂村長（* 1931年?）[127]
- 3月24日 - 末岡一伯、日本の教育心理学者、北海道教育大学名誉教授（* 1937年）[128]
- 3月25日 - 水野勝、日本の官僚、元国税庁長官、元日本たばこ産業社長（* 1932年）[129]
- 3月25日 - エルンスト・ザイラー、ドイツのピアニスト（* 1934年）[130]
- 3月25日 - 黒澤浩樹、日本の空手家（* 1962年）[131]
- 3月26日 - 西郷義美、日本の弁理士、元日本弁理士会副会長（* 1944年）[132]
- 3月26日 - ダーレン・ケイツ、アメリカ合衆国の女優（* 1947年）[133]
- 3月26日 - 鄭問、台湾の漫画家（* 1958年）[134]
- 3月27日 - 矢山有作、日本の政治家、元日本社会党参議院議員・衆議院議員（* 1924年）[135]
- 3月27日 - 河本浩、日本の政治家、元山口県美川町長（* 1930年?）[136]
- 3月27日 - 野口忠直、日本の政治家、前東京都府中市長（* 1935年）[137]
- 3月27日 - クレム・カーティス（英語版）、トリニダード・トバゴ出身の歌手（* 1940年）[138]
- 3月27日 - 清水潤、日本の国文学者、首都大学東京講師（* 1970年）[注 1]
- 3月28日 - アーメッド・カトラダ（英語版）、南アフリカ共和国の政治家（* 1929年）[140]
- 3月28日 - 渡辺邦彦、日本の映画監督（* 1934年）[141]
- 3月28日 - 渋谷文久、日本の政治家、元公明幹事長、元神奈川県議会議員（* 1937年?）[142]
- 3月29日 - アレクセイ・アブリコソフ、ロシアの物理学者、ノーベル物理学賞受賞者（* 1928年）[143]
- 3月29日 - 肉倉正男、日本の俳優、劇団民藝所属（* 1933年）[144]
- 3月29日 - 劉慕沙（中国語版）、中華民国の翻訳者（* 1935年）[145]
- 3月29日 - 山口甲、日本の技官官僚、工学者、元北海道開発局局長（* 1935年）[146]
- 3月29日 - 松本真次、日本の実業家、きょくとう社長（* 1949年）[147]
- 3月30日 - 三宅千代、日本の歌人（* 1918年）[148]
- 3月30日 - 石坪一三、日本の実業家、元クラリオン社長（* 1933年）[149]
- 3月30日 - 加奈山径、日本の作家（* 1933年）[150][151]
- 3月30日 - ギルバート・ベイカー、アメリカ合衆国の美術家、公民権活動家（* 1951年）[152]
- 3月31日 - 安藤貞雄、日本の言語学者、広島大学名誉教授（* 1927年）[153]
- 3月31日 - 河村元雄、日本の実業家、元住友倉庫社長（* 1928年）[154]
- 3月31日 - ジェームス・ローゼンクイスト、アメリカ合衆国の美術家（* 1933年）[155]
- 3月31日 - 安冨信哉、日本の僧侶、仏教学者、真宗大谷派教学研究所所長、大谷大学名誉教授（* 1944年）[156]